# Кафедральний собор Морелії
Кафедральний собор Морелії (ісп. Catedral de Morelia Catedral de Morelia) — католицький собор в мексиканському місті Морелія (штат Мічоакан), головний собор архиєпархії Морелії. Собор був побудований в 1660—1744 роках в архітектурному стилі бароко. Дві 66-метрові вежі собору підносяться над історичним центром Морелії, який в 1991 році був визнаний об'єктом всесвітньої спадщини ЮНЕСКО.

## Історія

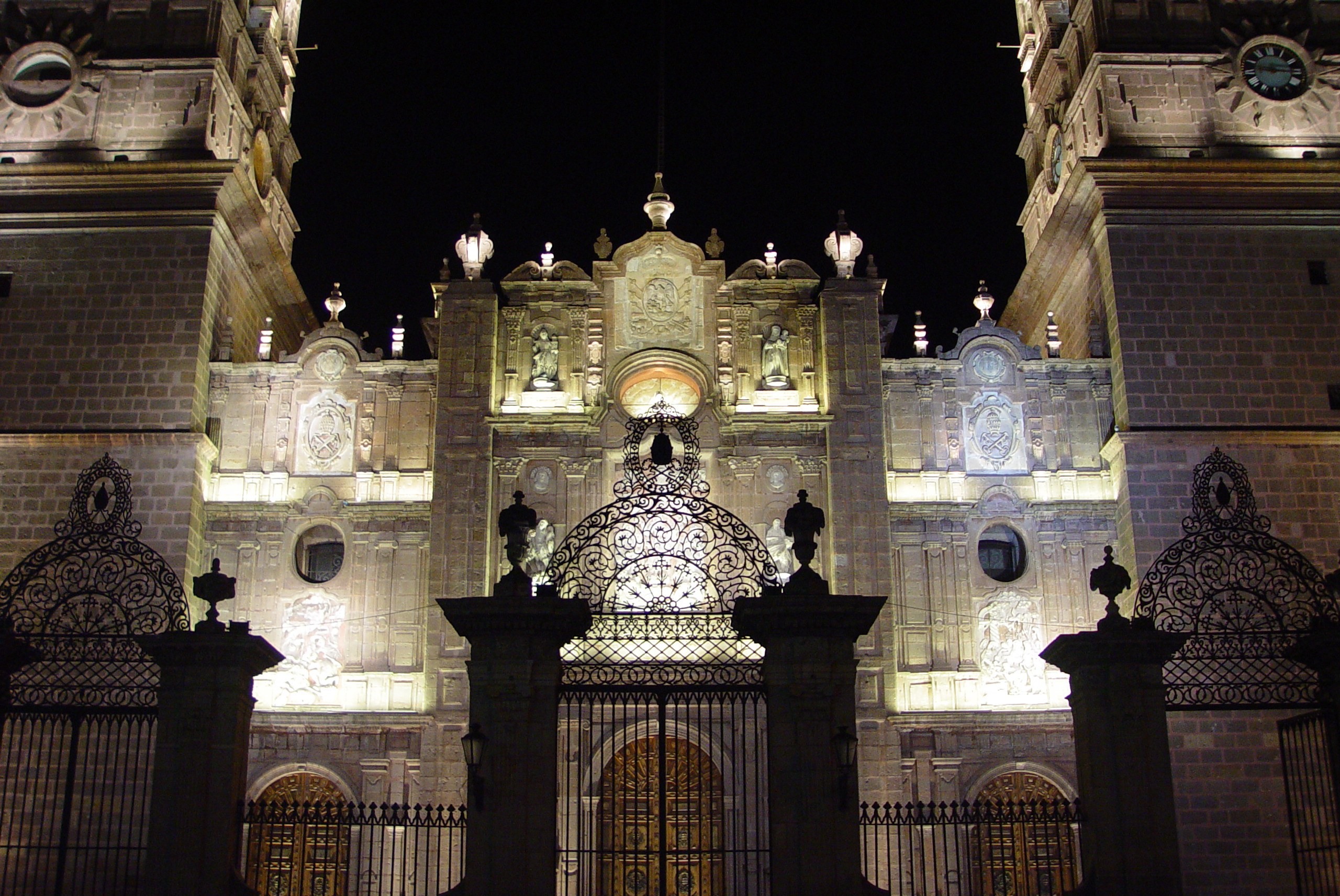
Вхід в собор при нічному освітленні

У 1580 році центр єпархії Мічоакана перемістився з міста Пацкуаро в Вальядолід (Valladolid) — так називалася Морелія до 1828 року. Протягом декількох десятків років розглядалися різні проекти будівництва центрального собору єпархії. Будівництво кафедрального собору було розпочато в 1660 році за проектом архітектора Вісенте Барроса де ла Ескайола (Vicente Barroso de la Escayola), який керував будівництвом аж до своєї смерті в 1692 році. Собор будувався на пагорбі в центрі міста.
Рожевий камінь, який використовували для будівництва, добувався на місцевих каменоломнях, які перебували на північний схід від центру міста. У 1705 році будівництво собору було заморожено. Воно було відновлено в 1738 році і завершено в 1744 році, через 84 роки після початку будівництва.

## Архітектура
Кафедральний собор Морелії був побудований в архітектурному стилі бароко. Внутрішня частина собору була значно перероблена в XIX столітті в неокласичному стилі .
Орган був привезений з Німеччини і встановлений в соборі в 1905 році. На той момент він був найбільшим органом в Західній півкулі.

## Галерея

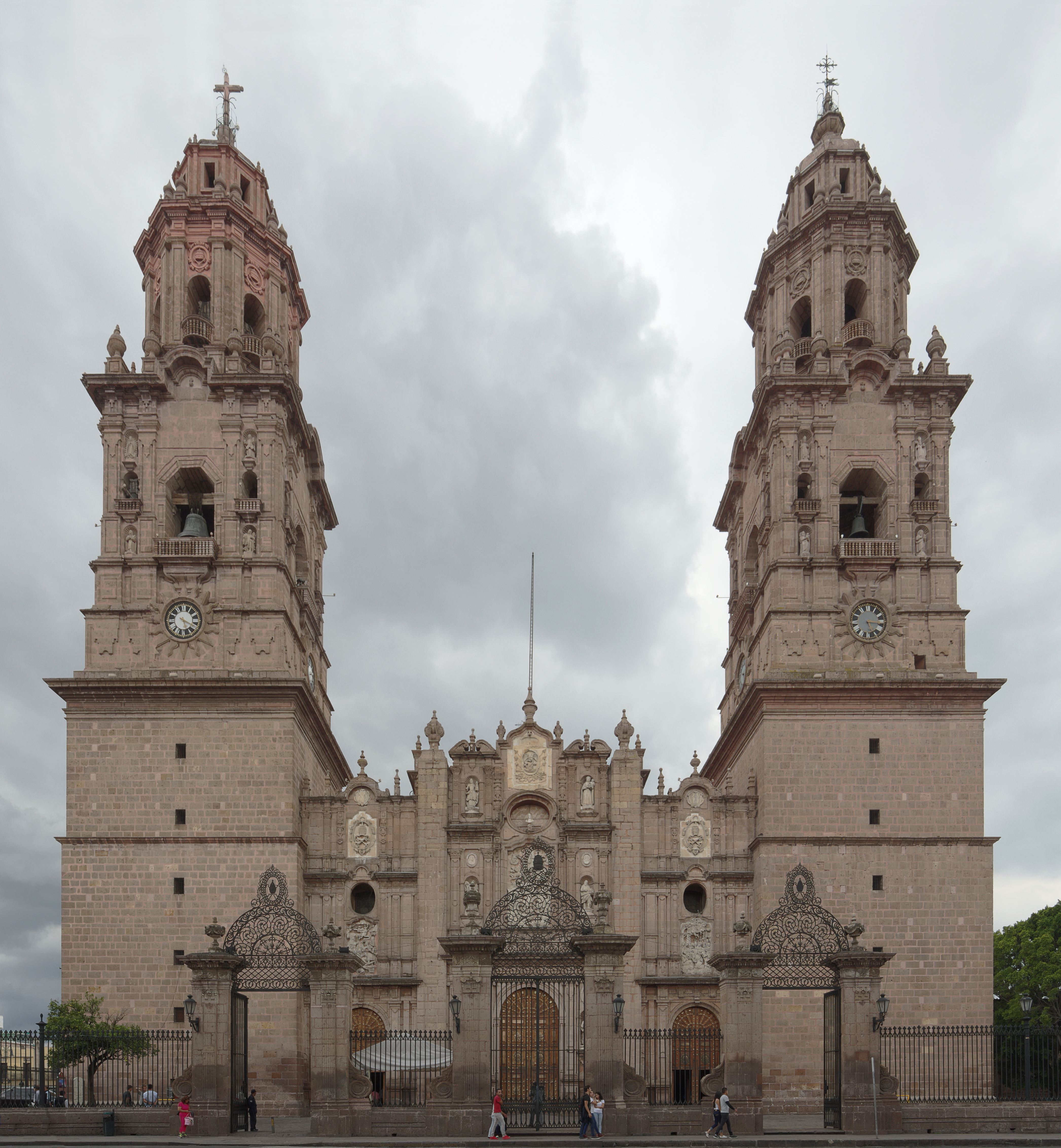
Вид на собор
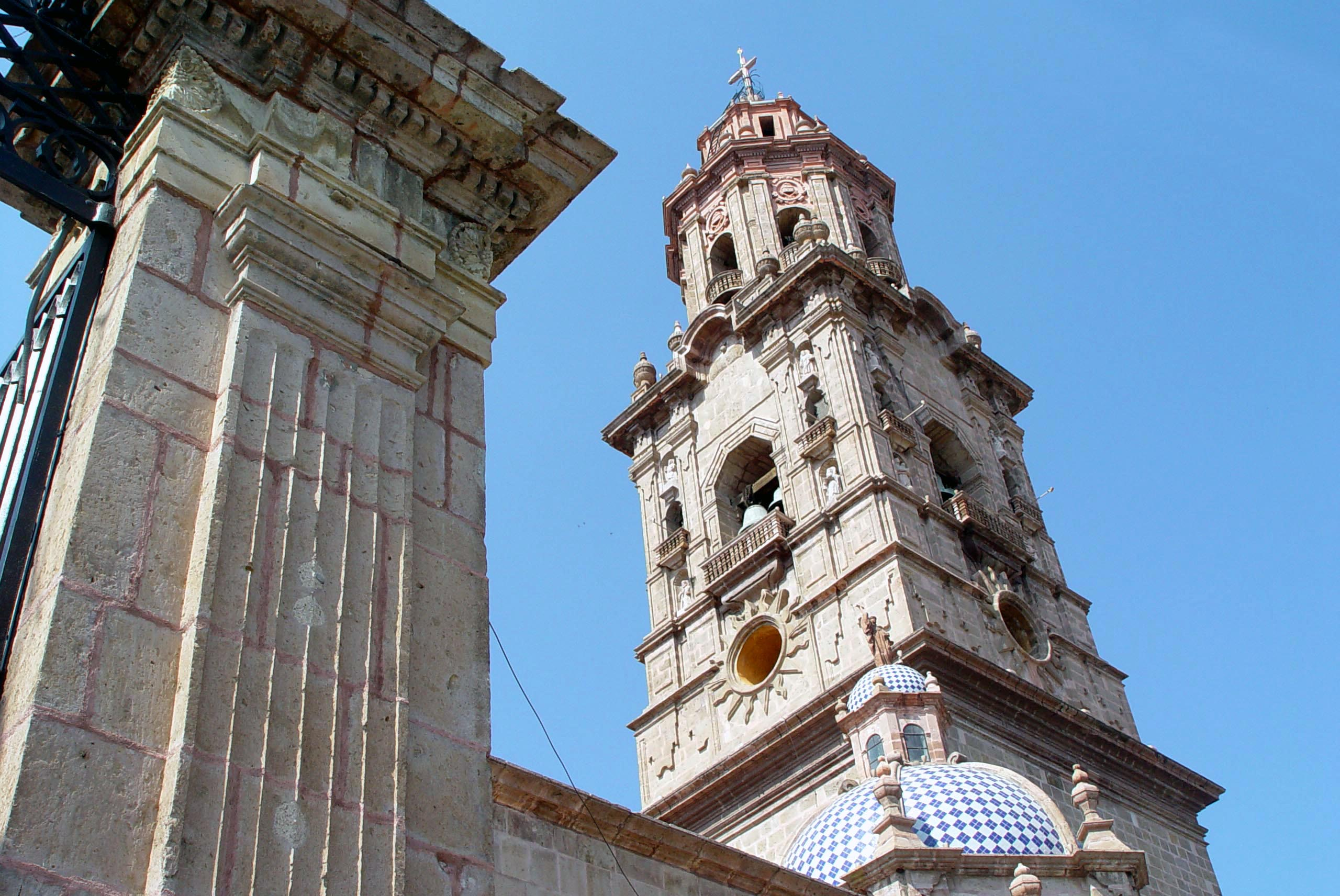
Одна з двох веж собору
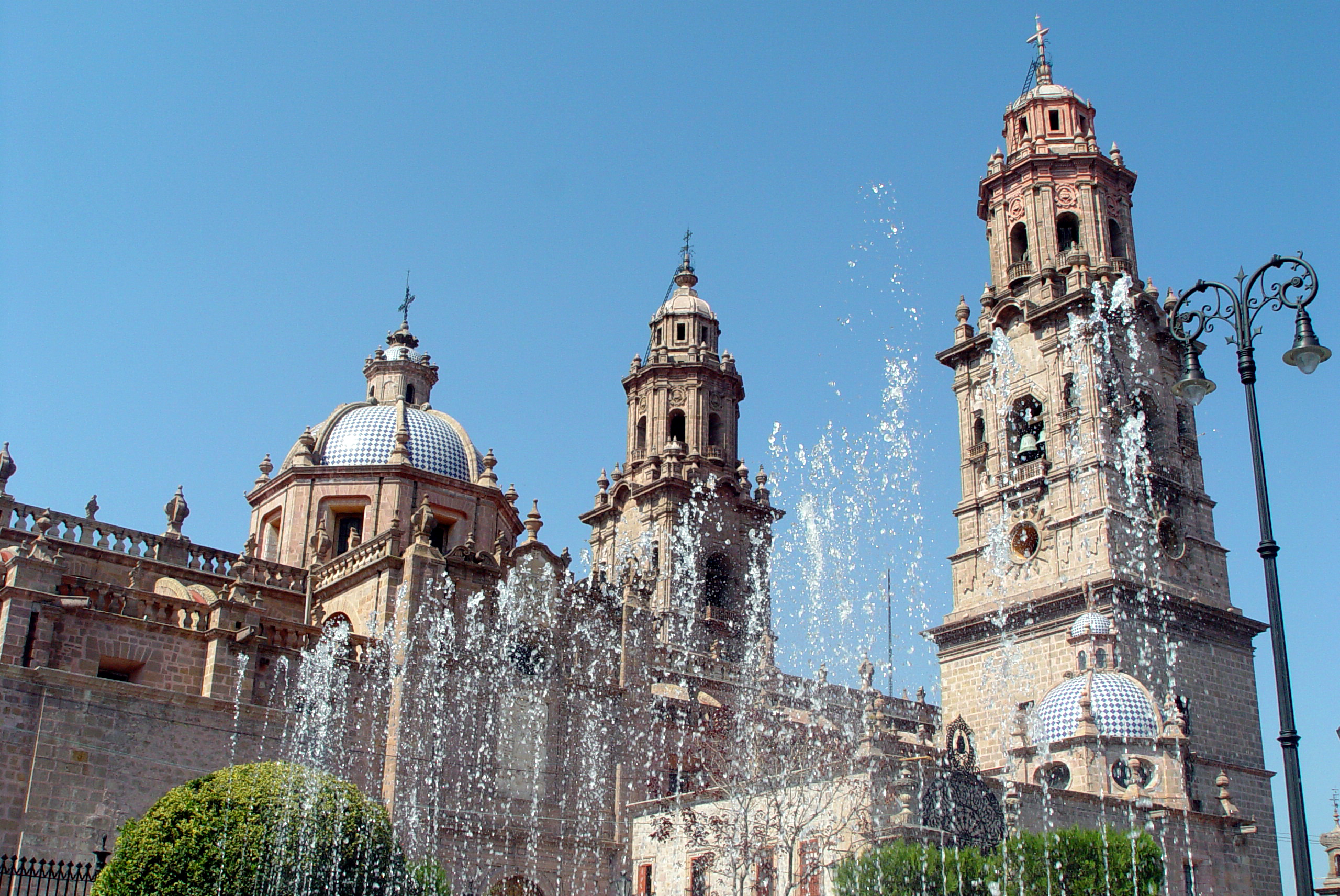
Вид на собор крізь фонтан
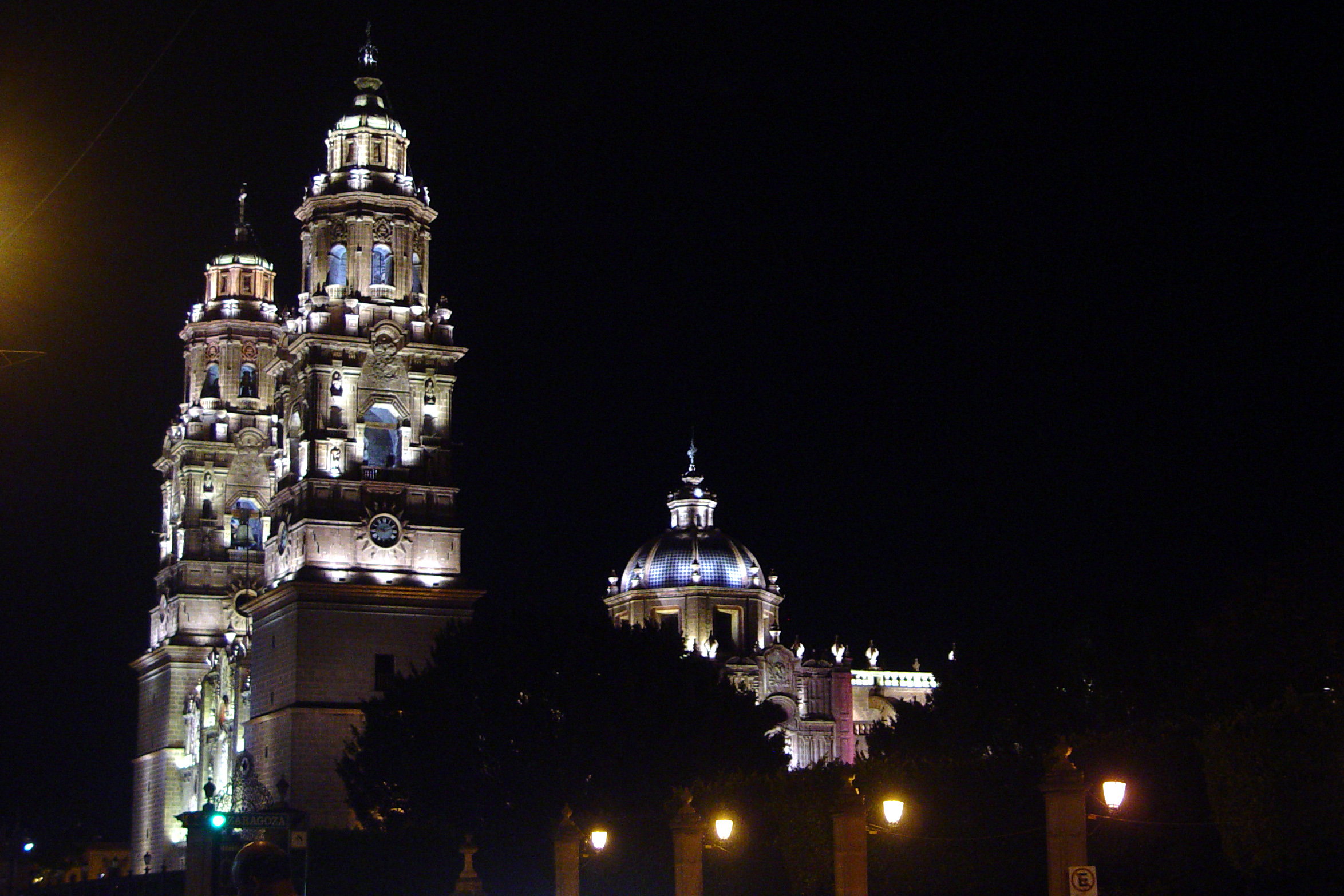
Нічний вид собору
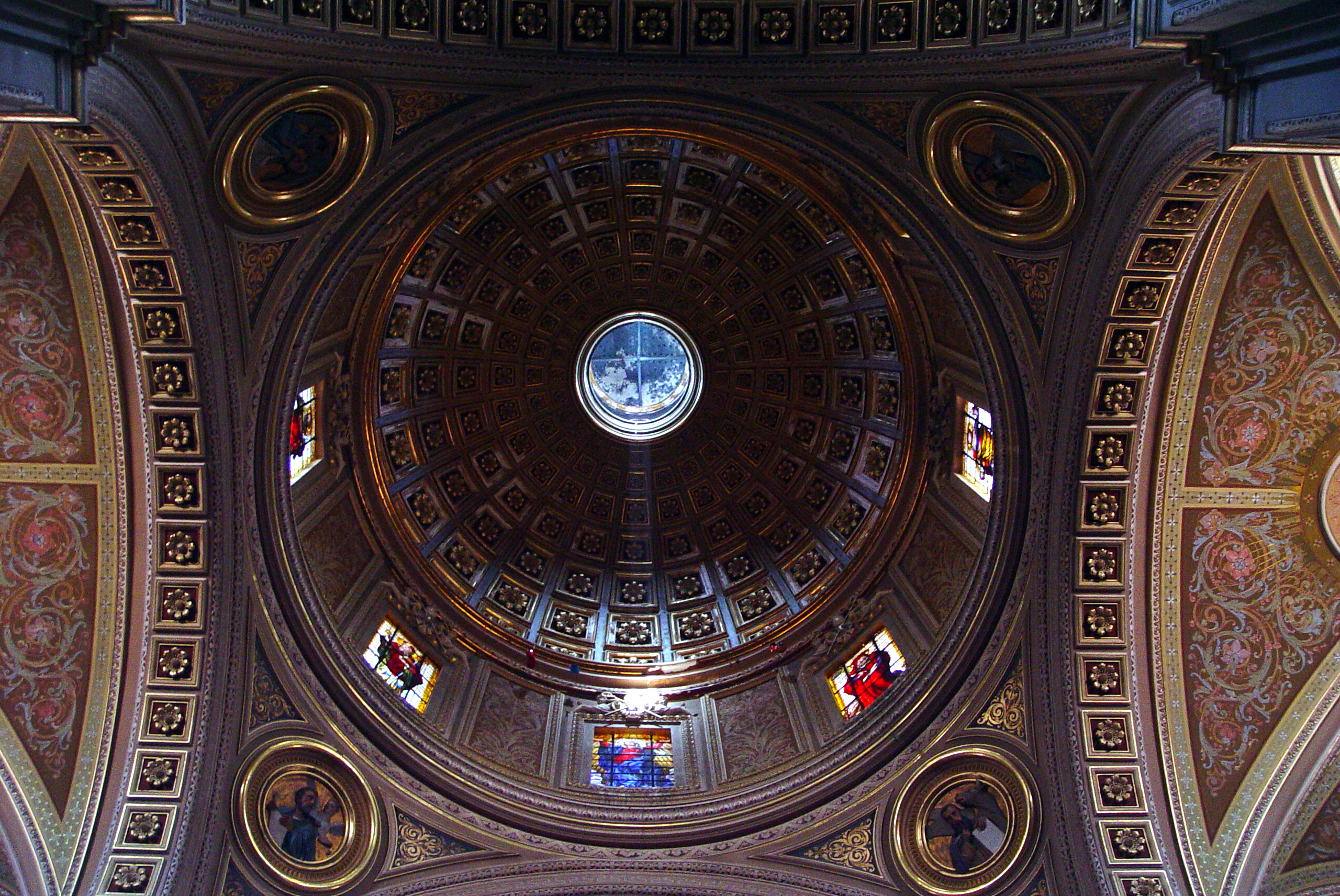
Внутрішній вигляд купола
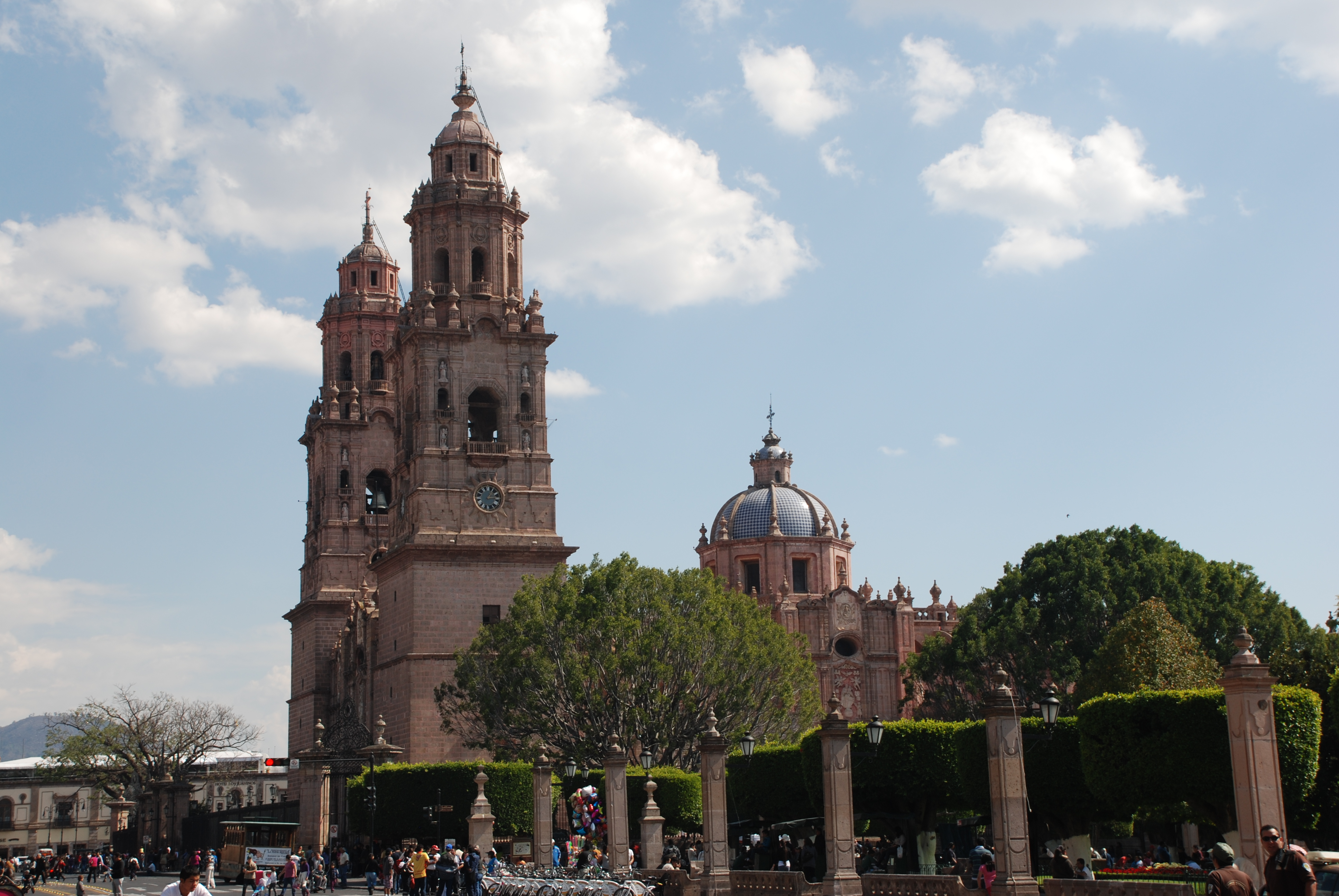
Вид на собор від готелю Alameda
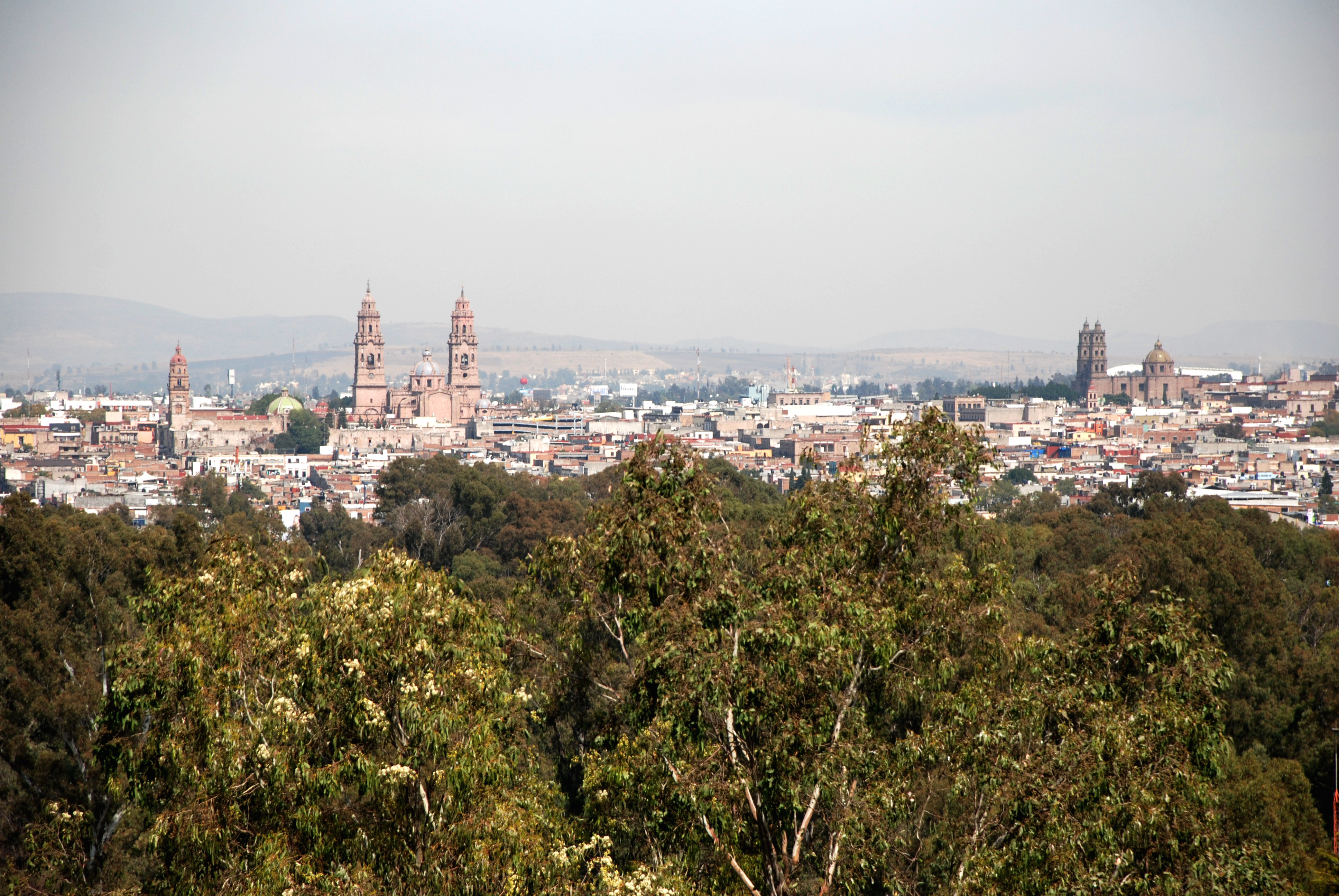
Панорама Морелії з Кафедральним собором (у лівій частині)
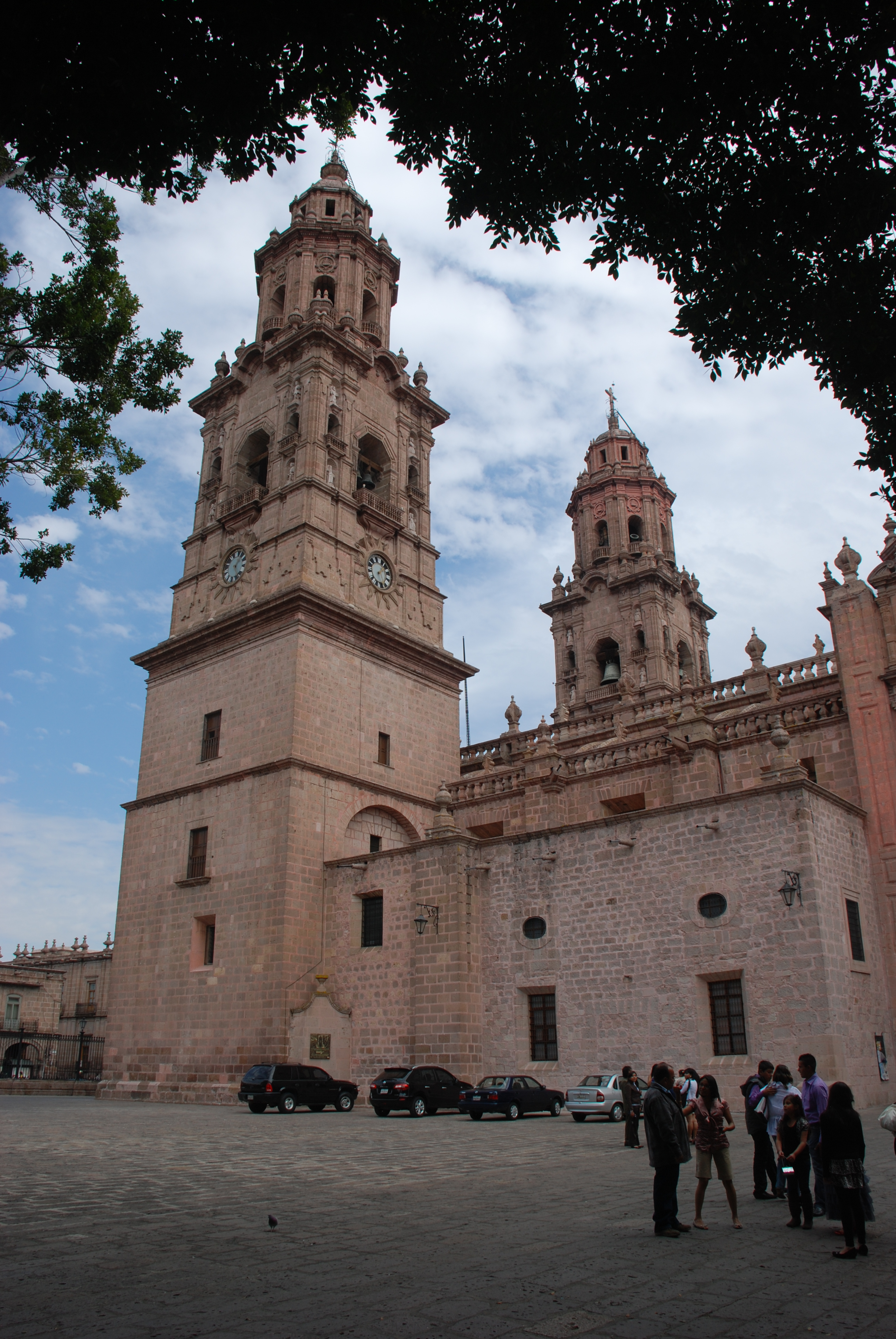
Вид на вежі собору з Plaza de Armas
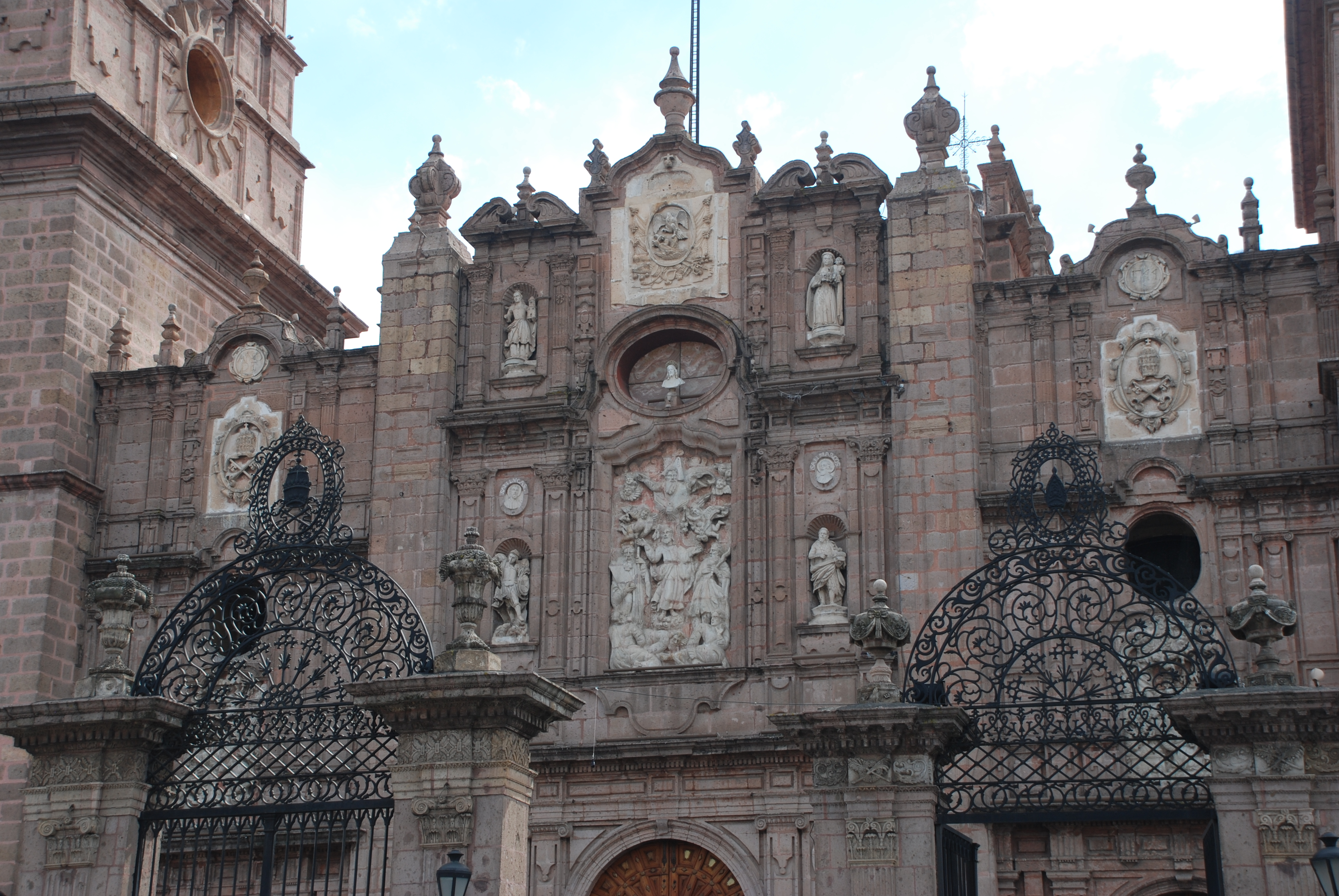
Стіна над входом в собор (з боку центральної вулиці)
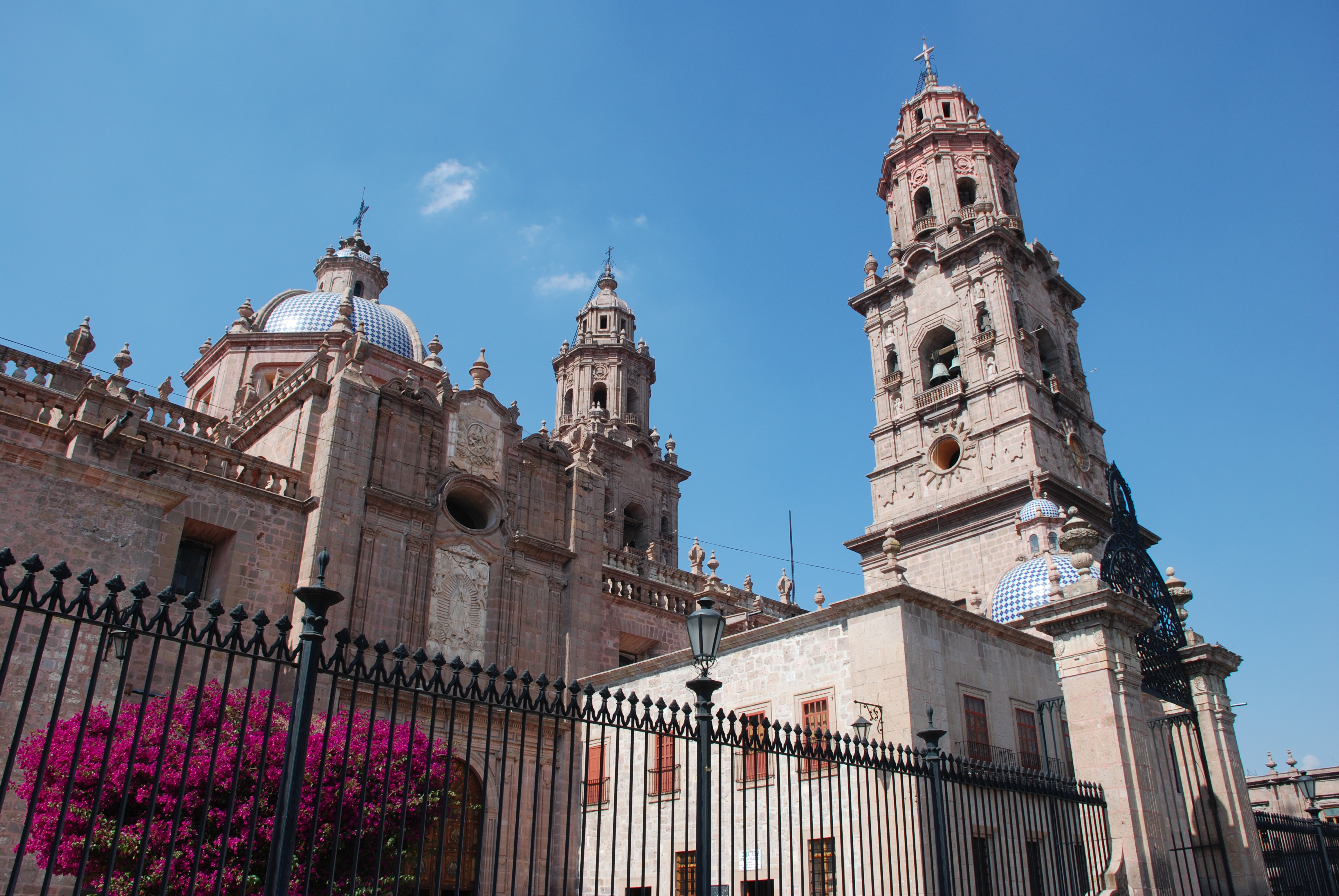
Вид на собор з Plaza Melchor Ocampo
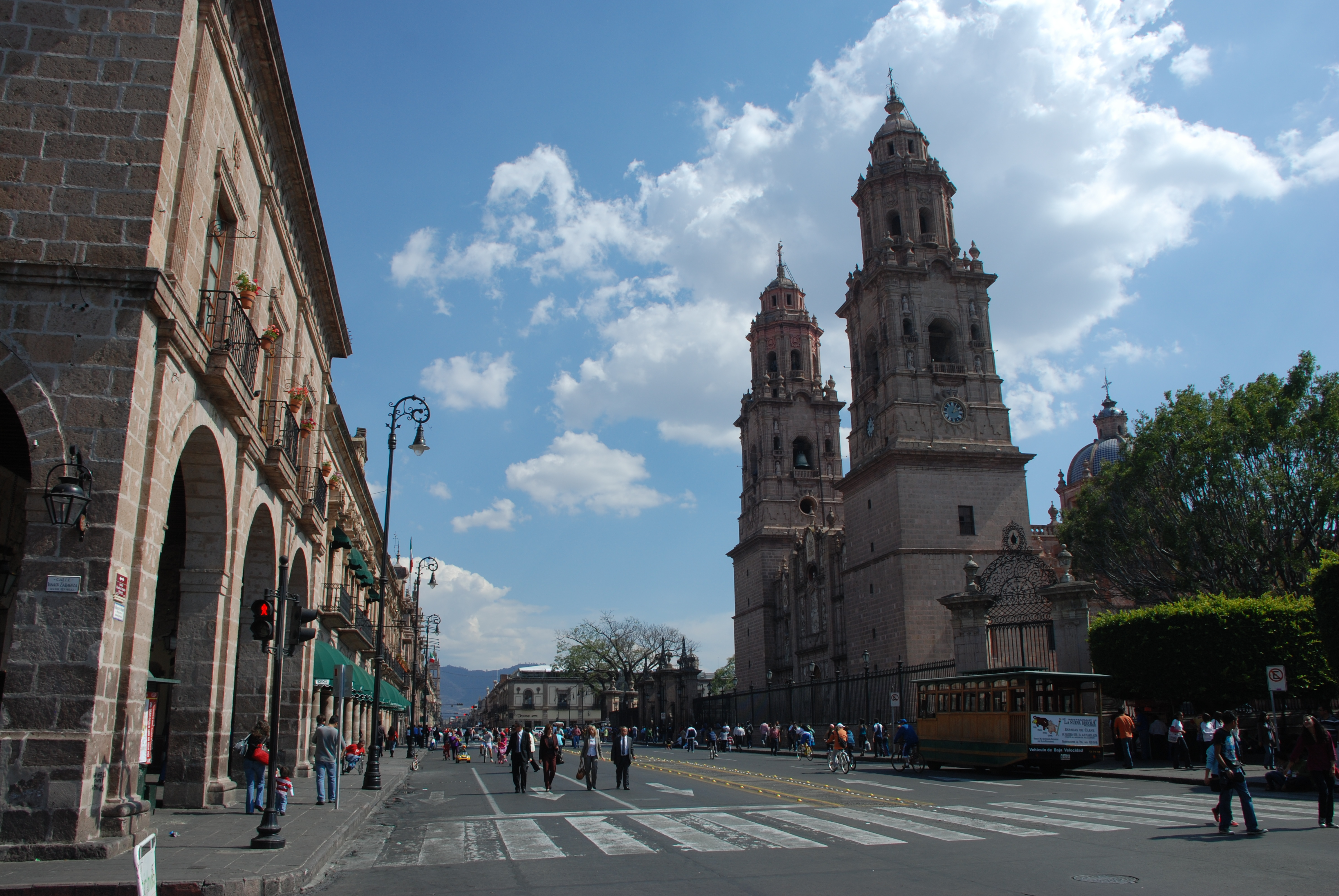
Вид на собор і центральну вулицю від готелю Alameda
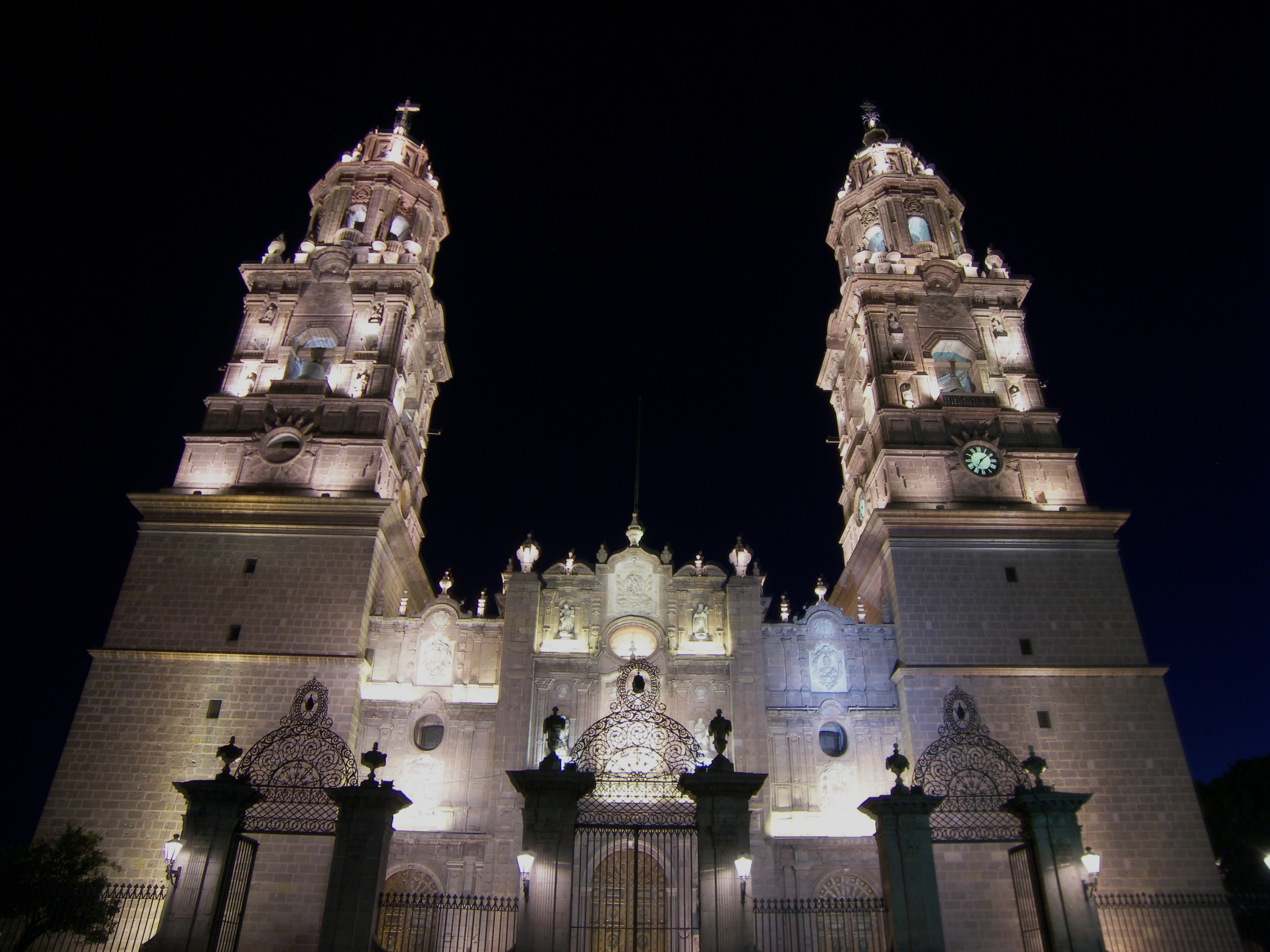
Нічний вид собору
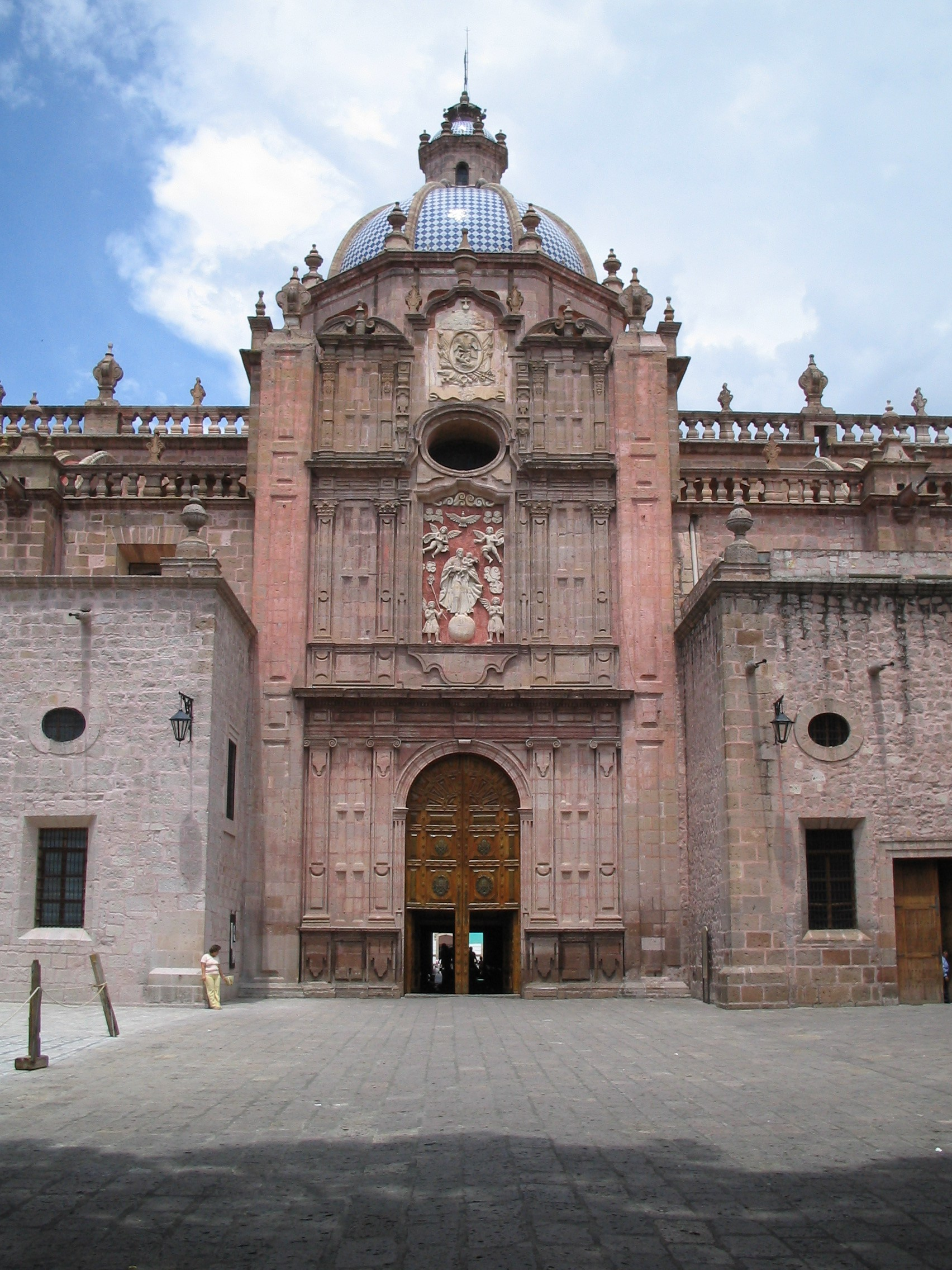
Фасад собору